# Marcelo Bachino
Marcelo Fabián Bachino (Merlo, Argentina, 2 de noviembre de 1960) es un exfutbolista argentino que jugaba como mediocampista.

## Trayectoria
Oriundo de Merlo, se unió a las divisiones inferiores de Boca Juniors, fue cedido a préstamo a Cipolletti, en dónde debutó profesionalmente, Sarmiento y  Unión de Santa Fe. Pese a jugar algunos partidos con la camiseta xeneize, fue dejado libre, por lo que jugó para Huracán Las Heras (1985), Colón (1986) y Huracán (1987-1988). En 1989 se trasladó a Chile para defender los colores de Coquimbo Unido de la Primera B.
Dos meses después, pasó a jugar por Rangers de la Primera División, formando parte del equipo que descendió a fines de temporada. Para 1990, Roque Mercury lo contacto a través de su compatriota Claudio Gavazzi para hacerlo firmar por Deportes Temuco de la Primera B.Tras una buena campaña en 1990, en 1991 formó parte del equipo que logró ascender como campeón de la entonces Segunda División 1991 siendo dirigido por Luis Santibáñez.
Luego del ascenso, regresó a su país natal debido a problemas personales, no renovando su contrato con el equipo albiverde, defendiendo las camisetas de El Linqueño y Alvarado, donde se retiró del fútbol a fines de 1994. 

## Selección nacional
Representó a la Selección Argentina sub-20 en el Mundial Sub-20 de 1979, donde el equipo argentino se coronó como campeón.

### Participaciones en Copas del Mundo
| Mundial                | Sede  | Resultado |
| ---------------------- | ----- | --------- |
| Mundial Sub-20 de 1979 | Japón | Campeón   |

### Participaciones en sudamericanos
| Torneo                      | Sede    | Resultado  |
| --------------------------- | ------- | ---------- |
| Sudamericano Sub-20 de 1979 | Uruguay | Subcampeón |

## Clubes
| Club                         | País      | Año       |
| ---------------------------- | --------- | --------- |
| Boca Juniors                 | Argentina | 1980-1984 |
| → Cipolletti (cedido)        | Argentina | 1980      |
| → Sarmiento (cedido)         | Argentina | 1981      |
| → Unión de Santa Fe (cedido) | Argentina | 1984      |
| Huracán Las Heras            | Argentina | 1985      |
| Colón                        | Argentina | 1986      |
| Huracán                      | Argentina | 1987-1988 |
| Coquimbo Unido               | Chile     | 1989      |
| Rangers                      | Chile     | 1989      |
| Deportes Temuco              | Chile     | 1990-1991 |
| El Linqueño                  | Argentina | 1992-1993 |
| Alvarado                     | Argentina | 1994      |

## Palmarés

### Campeonatos nacionales
| Título    | Club            | País  | Año  |
| --------- | --------------- | ----- | ---- |
| Primera B | Deportes Temuco | Chile | 1991 |

### Campeonatos internacionales
| Título              | Club             | Sede  | Año  |
| ------------------- | ---------------- | ----- | ---- |
| Copa Mundial Sub-20 | Argentina Sub-20 | Japón | 1979 |